# Leucetta antarctica
Leucetta antarctica är en svampdjursart som beskrevs av Arthur Dendy 1918. Leucetta antarctica ingår i släktet Leucetta och familjen Leucettidae. Inga underarter finns listade i Catalogue of Life.